# Tetragnatha roeweri
Tetragnatha roeweri är en spindelart som beskrevs av Lodovico di Caporiacco 1949. Tetragnatha roeweri ingår i släktet sträckkäkspindlar, och familjen käkspindlar.
Artens utbredningsområde är Kenya. Inga underarter finns listade i Catalogue of Life.